# Rasmus und der Vagabund (1981)
Rasmus und der Vagabund ist ein schwedischer Film von Olle Hellbom aus dem Jahr 1981. Er ist eine Verfilmung des Kinderbuches Rasmus und der Landstreicher von Astrid Lindgren.

## Handlung
Der achtjährige Waisenjunge Rasmus läuft aus dem Waisenhaus davon, er will sich selbst Eltern suchen. Am nächsten Morgen begegnet er dem Landstreicher Oskar, mit dem er sich sehr gut versteht und mit dem er durch die Lande zieht. Sie erleben gemeinsam einige Abenteuer. Oskar gerät in den Verdacht, einen Raubüberfall begangen zu haben. Es gelingt ihm und Rasmus aber, die wahren Täter zu überführen. Oskar entpuppt sich schließlich als verheirateter Kleinbauer, der lediglich während des Sommers auf die Walz geht. Rasmus bekommt die Chance, von einem reichen Bauern adoptiert zu werden, entscheidet sich aber dann doch dafür, bei Oskar und dessen Frau Martina zu bleiben.

## Kritiken
„Ein hübscher, im Sommer in den 20er Jahren spielender Film, der von einer romantischen Vorstellung des Vagabundendaseins geprägt ist. Die Entdeckungsreise des kleinen Jungen bietet zahlreiche neue Eindrücke, die ihn zu einer größeren Selbständigkeit führen.“